# Кузнецов, Александр Николаевич (горный инженер)
Александр Николаевич Кузнецов (4 мая 1861, Турьинские рудники, Пермская губерния — 1942, Свердловск) — горный инженер, управляющий на Баранчинском заводе в 1895—1898 годах, на Кушвинском заводе в 1899—1908 годах, управляющий Гороблагодатского округа в 1904—1911 годах, автор проекта «Екатеринбург — город-сад» в 1916 году.

## Биография
Родился 4 мая 1861 года в селе Турьинские Рудники в семье горного инженера Николая Васильевича Кузнецова, служащего Туринских рудников.
В 1883 году окончил Екатеринбургское реальное училище, в 1887 году окончил Санкт-Петербургский горный институт по первому разряду с двумя почетными отзывами за проект по горнозаводской механике и за журнал горно-рудничной практики. В институте кроме горного дела на четвёртом курсе изучал строительное искусство. Окончив учёбу, был приглашен А. П. Карпинским на каменноугольные разрезы для разведочных работ. Затем, тоже по рекомендации, Карпинского на шесть месяцев был командирован на предприятия Швейцарии, Бельгии и Германии, знакомиться с новыми технологиями.
Свою трудовую деятельность начал на Каменском заводе в 1888—1891 годах, был старшим чиновником по особым поручениям при Уральском горном управлении, занимаясь экспертизой проектов, представляемых на утверждение Горному департаменту в 1891—1895 годах, управляющим Баранчинского завода в 1895—1898 годах, помощником горного начальника и управителем Кушвинского завода в 1899—1908 годах, где построил мартеновскую фабрику, первую в Гороблагодатском горном округе.
С 1891 года являлся членом Уральского общества любителей естествознания. Был заведующим отделом истории уральской промышленности УОЛЕ, где собирал экспонаты для отдела истории уральской промышленности, а именно старинные рукописи, гравюры, чертежи планов заводов и образцы их промышленности. Что позволило ему собрать материал и опубликовать «Исторический очерк Гороблагодатского округа на Урале» (на французском языке) и участвовать на Парижской всемирной выставке в 1900 году, где за эту работу был награждён большой серебряной медалью выставки.
В июне 1899 года принимал участие в уральской экспедиции Д. И. Менделеева, предоставив материал для книги «Уральская железная промышленность в 1899 году».
В 1904—1911 годах был управляющим Гороблагодатского округа. В 1912—1914 годах участвовал в строительстве первого на Урале Невьянского цементного завода. В 1914—1915 годах переехал в Пермь, где руководил электрификацией города. В 1915 году переехал в Екатеринбург, занялся разработкой проекта города-сада, окончательное решение о строительстве города-сада Екатеринбургская городская дума приняла на заседании 20 сентября 1918 года.
Затем работал горным инженером в Уралпромбюро, Уралсовнархозе в тресте «Уралмет», в объединении «Востоксталь» и других организациях.
В 1923 году Кузнецов основал Отделение ассоциации изобретателей для помощи рабочему изобретательству.
Был заведующим отделом капитального строительства треста «Урал» в 1930—1932 годах, где принимал активное участие в возведении Уктусской фабрики дефибрерных камней, в строительстве Кыштымского графитно-обогатительного комбината и корундо-дробильной фабрики. Разработал предложения по тушению колчеданных пожаров при помощи углекислоты, изобрел сепаратор для отделения асбеста от пустой породы.
В 1934 году получил патент на изобретение сепаратора для обогащения асбеста.

## Награды
За свои достижения был неоднократно награждён:
- 1893 — коллежский асессор;
- 1895 — орден Святого Станислава III степени;
- 1896 — серебряная медаль «В память царствования императора Александра III»;
- — орден Святого Станислава II степени;
- 1897 — надворный советник;
- 1900 — Орден Святой Анны III степени;
- 1900 — большая серебряная медаль на Парижской всемирной выставке за написанную на французском языке брошюру «Исторический очерк Гороблагодатского округа на Урале»;
- 1901 — коллежский советник;
- декабрь 1927 — звание «Герой труда» «за безупречную службу».